# Félix Le Dantec
Félix-Alexandre Le Dantec (Plougastel-Daoulas, 16 januari 1869 - Parijs, 6 juni 1917) was een Franse bioloog en wetenschapsfilosoof. Hij wordt gekarakteriseerd als "fanatiek Lamarckiaans, atheïst, monist, materialistisch en deterministisch". 

## Biografie
Hij behaalde zijn Bachelor of Science aan de École normale supérieure in Parijs, waar hij later werkte als associate-trainer in het laboratorium van Louis Pasteur. Daarna werd hij assistent in het laboratorium voor chemische fysiologie aan de École pratique des Hautes études onder leiding van Emile Duclaux. In 1889-90 verrichtte hij zijn militaire dienst in Frans Indochina als deelnemer aan de Mission Pavie. In 1891 ondersteunde hij, geïnspireerd door het werk van Eli Metchnikoff, zijn doctoraat in de wetenschap met een onderzoek naar intracellulaire spijsvertering in protozoa. In datzelfde jaar werd hij door Louis Pasteur naar Sao Paulo gestuurd om de endemische gele koorts te onderzoeken.
In 1893 werd hij benoemd tot lector zoölogie aan de Universiteit van Lyon, waar hij de studie van intracellulaire spijsvertering voortzette. In 1896 keerde hij terug naar Parijs, waar hij in het laboratorium van Alfred Giard werkte aan de lessen voor de École normale superieure en lessen in embryologie gaf in de Sorbonne. Gedurende deze periode begon hij met het publiceren van een reeks werken over wetenschapsfilosofie. In 1900-1901 werd hij getroffen door tuberculose, waardoor hij langdurig moest verblijven in het sanatorium van Hauteville. Hier voerde hij lange discussies met een priester over religie en atheïsme, en publiceerde als resultaat in 1901 het boek Le conflit. In 1902 keerde hij terug naar de Sorbonne, waar hij vanaf 1908 les gaf in algemene biologie.
Het Lycée Félix Le Dantec in Lannion is naar hem vernoemd, evenals de Rue Le Dantec in het 13e arrondissement in Parijs. Er zijn ook straten naar hem vernoemd in Brest, Saint-Brieuc en Quimper. 

## Evolutie
Le Dantec was een voorstander van de Lamarckiaanse evolutie. Zijn boek Lamarckiens et Darwiniens (1899) werd in het wetenschappelijke tijdschrift Nature beschreven als "een goedbedoelde, maar nauwelijks toereikende poging om het Darwinistische te verzoenen met de Lamarckiaanse opvatting van evolutie". Hij verwierp de ideeën van August Weismann en stelde zijn eigen biochemische theorie van erfelijkheid voor die de overerving van verworven karakteristieken mogelijk maakte.

## Sciëntisme
Le Dantec was een positivist die de benadering van sciëntisme nuttig vond:
Ik geloof in de toekomst van de wetenschap: ik geloof dat de wetenschap, en wetenschap alleen, alle logische vragen zal oplossen; ik geloof dat het zal doordringen tot de mysteries van ons sentimentele leven, en dat het me zelfs de oorsprong en de structuur zal verklaren van de erfelijke anti-wetenschappelijke mystiek die in mij samengaat met het meest absolute sciëntisme. Maar ik ben er ook van overtuigd dat mannen zichzelf veel vragen stellen die niks zeggen. De wetenschap zal de absurditeit van deze vragen aantonen door ze niet te beantwoorden, wat zal bewijzen dat ze geen antwoord hebben.— Félix Le Dantec, Grande revue, 1911

## Geselecteerde werken
- Le déterminisme biologique et la personnalité conscience, 1897 - Biologisch determinisme en bewuste persoonlijkheid.
- Evolution individuelle et hérédité, 1898 - Individuele evolutie en erfelijkheid.
- Lamarckiens et Darwiniens, 1899 - Darwinisme en Lamarckisme.
- Éléments de filosofie biologique, 1907 - Elementen van biologische filosofie
- L'athéisme, 1907 - Atheïsme.
- La crise du transformisme, 1909 - De transformatiecrisis.
- Le chaos et l'harmonie universelle, 1911 - Chaos en universele harmonie.
- Contre la Métaphysique; questions de méthode, 1912 - Tegen metafysica; vragen over de methode.
- La Science de la Vie, 1912 - De wetenschap van het leven.
- Le Problème de la mort et la conscience universelle, 1917 - Het probleem van de dood en het universele bewustzijn.[1]

- Bibsys: 90553616
- Biblioteca Nacional de España: XX1339954
- Bibliothèque nationale de France: cb12174264t (data)
- Gemeinsame Normdatei: 172224896
- International Standard Name Identifier: 0000 0001 2137 2856
- Library of Congress Control Number: n81110675
- Nationale Bibliotheek van Letland: 000292120
- Base Léonore: LH//1541/24
- Nationale Bibliotheek van Tsjechië: mub2011636602
- Nationale bibliotheek van Australië: 35379579
- Nationale Bibliotheek van Israël: 987007280656705171
- Nederlandse Thesaurus van Auteursnamen: 069403880
- Istituto Centrale per il Catalogo Unico: RMSV035638
- SNAC: w6dp832m
- Système universitaire de documentation: 030297036
- Trove: 931941
- Virtual International Authority File: 66508721
- WorldCat: E39PBJv4r9gpWydtHb6K8gRVG3